# Happy TV
Happy TV je srbska komercialna televizijska postaja podjetja Invej kompanija. Pokriva celotno Srbijo.